# Frank Aks
 (janvier 2019).
Frank Philip Aks, né le 7 juillet 1911 à Londres au Royaume-Uni et mort le 15 juillet 1991 à Norfolk en Virginie (États-Unis) , est l'un des derniers survivants du naufrage du Titanic survenu en avril 1912. Il avait été surnommé, au moment du naufrage, le « Bébé du Titanic ».  

## Biographie

### Naissance et famille
Frank Aks dit « Filly » est né le 7 juillet 1911 à Londres. Il est le premier enfant de Sam Aks et Leah Rosen, mariés en 1910 et de confession juive. Sa mère a des origines polonaises. Contraints à une vie précaire dans les quartiers pauvres de la capitale britannique, ses parents décident d'émigrer en Virginie aux États-Unis dans l'espoir d'un avenir meilleur. En janvier 1912, Sam Aks, n'ayant pas les moyens d'emmener sa femme et son jeune fils avec lui, embarque seul sur le Cymric et rejoint les États-Unis ou il parvient à gagner sa vie comme tailleur. 

### Sur le Titanic
En quelques mois, Sam Aks parvient à réunir suffisamment d'argent pour permettre à sa famille d'effectuer la traversée de l'Atlantique et de venir le retrouver à Norfolk en Virginie. Le 10 avril 1912, à Southampton, Leah embarque donc à bord du RMS Titanic en tant que passagère de troisième classe avec Frank, alors âgé de dix mois. À bord du nouveau paquebot de la White Star Line, la mère et le fils se partagent une cabine pour eux seuls. 
Le soir du 14 avril 1912, le Titanic heurte un iceberg et commence à sombrer. Leah, probablement réveillée par un steward ou d'autres passagers, tente de gagner le pont des embarcations avec Frank mais se heurte à la foule très importante qui encombre l'escalier des passagers de troisième classe. Bloquée, elle est aperçue par des marins qui, comprenant sa détresse, forment une échelle humaine et parviennent à la hisser jusqu'en seconde classe. De là, elle se rend sur le pont des embarcations avec son enfant. Attendant de pouvoir grimper sur un canot, Leah se trouve aux côtés de Madeleine Astor qui, elle-même enceinte de cinq mois, ôte et enroule son châle autour de Frank pour le protéger du froid. C'est précisément vers cet instant (soit vers 1 h 25 du matin) que le canot no 11, totalement rempli, amorce sa descente. Un homme tente d'y embarquer au dernier moment mais est refoulé par les membres de l'équipage. Fou de rage, celui-ci attrape Frank et le jette dans l'embarcation. L'enfant est attrapé au vol par une passagère dont l'identité n'est pas clairement établie. Il pourrait s'agir d'Argene Del Carlo, une passagère italienne de deuxième classe enceinte au moment des faits, ou bien de Elyzabeth Nye, passagère britannique de deuxième classe également. Leah Aks se précipite sur le canot pour tenter d'y récupérer son fils mais est à son tour repoussée. En état de choc, elle est prise en charge par Selena Cook, une autre passagère de seconde classe. Les deux femmes parviennent à embarquer sur le canot no 13 qui faillira être écrasé par le canot no 15 durant sa descente. Elles y font la rencontre de Ruth Becker qui s'avérera être un soutien moral important pour Leah. Vers 2 h 20 du matin, le RMS Titanic sombre définitivement dans l'Atlantique après s'être brisé en deux. 

### À bord duCarpathia
Le canot no 11 atteint le RMS Carpathia vers 7 h du matin. Frank est hissé à bord du paquebot à l'aide d'un seau. La passagère l'ayant recueilli, probablement Argene Del Carlo, prétend alors qu'il s'agit de son fils. Le canot no 13, lui, serait arrivé environ une demi-heure avant. Sur le Carpathia, Leah Aks recherche frénétiquement son enfant pendant près de deux jours. Folle de douleur, elle refuse de s'alimenter et s'affaiblit progressivement en dépit du soutien moral que lui apporte Selena Cook, qui continue de veiller sur elle. Le 17 avril, Leah croit reconnaître, alors qu'elle se trouve sur le pont avec Selena, les pleurs de son enfant. Elle aperçoit, à quelques mètres d'elle, une rescapée du naufrage tenant un bébé dans ses bras. S'approchant, elle agrippe le bras de la passagère en question et reconnaît son fils. Frank tend alors les bras vers sa mère. Leah tente de convaincre Argene Del Carlo de lui rendre son enfant mais cette dernière refuse, déclarant que Frank est « un don du ciel » et qu'elle doit s'en occuper comme si c'était son fils. Une querelle éclate entre les deux femmes qui attire l'attention des passagers, chacun prenant parti pour l'une des passagères. Le conflit ne trouvant pas d'issue, Leah Aks décide de faire appel à Arthur Rostron, le capitaine du Carpathia. Celui-ci réunit alors les deux femmes dans ses quartiers et leur demande de fournir des preuves d'identification irréfutables de l'enfant. Leah parvient à prouver sa filiation avec Frank en évoquant une tache de naissance que l'enfant aurait sur la poitrine et en affirmant que celui-ci aurait été circoncis. Face à ces arguments, Rostron décide de rendre le bébé à sa mère.
Le Carpathia accoste finalement à New York le 18 avril 1912. Leah Aks part rejoindre son mari en Virginie. Ce dernier, apprenant le naufrage du Titanic, se serait évanoui et aurait été victime d'une commotion cérébrale. Remis de ses blessures, la famille se retrouve et s'installe définitivement à Norfolk.

### Vie après le naufrage
Frank Aks a eu deux frères et sœurs après le naufrage : Sarah Carpathia Aks (née en 1913, enregistrée par erreur sous le nom de Sarah Titanic Aks) et Harry Aks (né en 1915). 
Sam Aks a abandonné son métier de tailleur et a travaillé comme vendeur d'automobiles avant d'ouvrir son propre garage. Frank lui-même ne termine pas ses études secondaires et travaille d'abord comme mécanicien automobile avant de reprendre le garage de son père et devenir à son tour vendeur d'automobiles. Il rencontre Marie Miller en 1932 et l'épouse. Le couple a deux filles : Barbara et Joyce Aks.
Leah Aks décède en 1967 à l'âge de 73 ans. Sam meurt trois ans plus tard, en 1970. Frank, de son côté, se consacre plus amplement au Titanic. Membre de la Titanic Historical Society, il possède une grande collection d'objets du paquebot de la White Star Line. Comme la plupart des survivants du naufrage (tels qu'Eva Hart, Michel Navratil, Ruth Becker, Millvina ou encore Bertram Dean), il assiste à de nombreuses conférences sur le sujet. En 1953 et 1958, il avait été, avec sa mère, l'un des invités d'honneur des avant-premières des films Titanic et A Night to Remember. 
Il décède le 15 juillet 1991 à l'âge de 80 ans à la suite d'une insuffisance cardiaque et est inhumé au cimetière de Forest Lawn à Norfolk.